# ProB 2017/18
Die Saison 2017/18 ist die elfte Spielzeit der deutschen Basketball-Spielklasse ProB. Die ProB ist die zweite Staffel der hierarchisch strukturierten 2. Basketball-Bundesliga. Der Auftakt der Saison-Hauptrunde war am 23. September 2017, der letzte Spieltag findet am 24. Februar 2018 statt. Daran schlossen sich die Play-offs um den Aufstieg, die im Mai 2018 mit dem zweiten Finalspiel zu Ende gingen, sowie die Abstiegsrunden an. Meister wurden die Scanplus Baskets Elchingen, die im Finale die Rostock Seawolves bezwangen.

## Spielmodus
Es nehmen je zwölf Mannschaften in zwei Gruppen Nord und Süd am Spielbetrieb dieser Liga teil. Die Hauptrunde wird als Rundenturnier im Modus Jeder gegen Jeden mit Hin- und Rückspiel in der Nord- und Südstaffel ausgetragen. Die jeweils acht bestplatzierten Mannschaften am Ende dieser Hauptrunde spielen überkreuz im Modus „Best-of-Three“ in den Play-offs die beiden Finalteilnehmer aus, die beide das sportliche Teilnahmerecht an der ProA für die folgende Spielzeit erwerben und den Meister dieser Spielklasse ausspielen. Die Mannschaften auf den Plätzen neun bis zwölf jeder Gruppe am Ende der Hauptrunde spielen unter Beibehaltung der Hauptrunden-Ergebnisse ein weiteres Rundenturnier mit Hin- und Rückspiel innerhalb der Regionalgruppen aus, wobei die beiden jeweils auf den zwei untersten Tabellenplätzen rangierenden Mannschaften in die Regionalligen absteigen. Nehmen mehr als zwölf Mannschaften in einer Gruppe teil, so sind die in der Hauptrunde hinter Platz zwölf rangierenden Mannschaften direkt abgestiegen.

### Anforderungen
Die teilnehmenden Vereine müssen einen per Lizenzerteilung ihre per Lizenzstatut geregelten Nachweise über die sportliche Qualifikation, wirtschaftliche Leistungsfähigkeit, Eignung spieltechnischer Einrichtungen und organisatorischen Voraussetzungen erbringen. Darüber hinaus wird die Vereinsorganisation, die Nachwuchsförderung und die Spielstätten-Infrastruktur nach einem Punktesystem bewertet. Verpflichtend für die Teilnehmer an der ProB insbesondere eine Spielstätte mit einer Kapazität für mindestens 500 Zuschauer.

### Einsatz ausländischer Spieler
Laut Spiel- und Veranstaltungsordnung der 2. Basketball-Bundesliga GmbH sind der ProB „in der Spielzeit 2017/2018 pro Mannschaft maximal zwei Spieler spielberechtigt, die nicht Bürger von EU-Mitgliedstaaten oder Staaten sind, deren Bürger in Deutschland dieselben Freizügigkeitsregeln (Personenfreizügigkeit) wie EU-Bürger genießen.“
Mit Beginn der Saison 2017/18 tritt eine neue Regelung in Kraft, die sich auf Spieler deutscher und ausländischer Staatsangehörigkeit bezieht, die als Jugendliche für einen Mitgliedsverein des Deutschen Basketball Bundes spielten. Somit können Spieler, die nicht über die deutsche Staatsangehörigkeit verfügen, mit deutschen Spielern gleichgesetzt werden, wenn sie mindestens eine der folgenden Voraussetzungen erfüllen:
- Der Spieler hat mindestens für eine ganze Spielzeit und vor Erreichung der Altersklasse U15 eine Teilnahmeberechtigung für einen Verein besessen, der während dieser Zeit dem Deutschen Basketball Bund angehörte, und in dieser Zeit aktiv am Spielbetrieb des Deutschen Basketball Bundes oder seiner Gebietsgliederungen (Landesverband, Kreis) teilgenommen.
- Der Spieler hat mindestens für eine ganze Spielzeit und vor Erreichung der Altersklasse U15 eine Lizenz oder Teilnahmeberechtigung bei einem Verband besessen, der dem DOSB (Deutscher Olympischer Sportbund) angehört. Der Spieler muss in dieser Spielzeit aktiv am Spielbetrieb oder Wettbewerben des Verbandes teilgenommen haben. Ein schriftlicher Nachweis des entsprechenden Verbandes ist vorzulegen.
- Der Spieler hat von der Altersklasse U15 bis einschließlich der Altersklasse U19 mindestens drei ganze Spielzeiten eine Teilnahmeberechtigung für einen oder mehrere Vereine besessen, die während dieser Zeit dem Deutschen Basketball Bund angehörten, und in dieser Zeit aktiv am Spielbetrieb des Deutschen Basketball Bundes oder seiner Gebietsgliederungen (Landesverband, Kreis) teilgenommen.

## Saisonnotizen
- Als Absteiger aus der 2. Bundesliga ProA kamen der ETB Essen (Nordstaffel) sowie die Dresden Titans (Südstaffel) neu in die Liga.
- Aufsteiger aus den Regionalligen waren Rot-Weiss Cuxhaven (später in Cuxhaven Baskets umbenannt) (Meister der 1. Regionalliga Nord), die EN Baskets Schwelm (Meister der 1. Regionalliga West), der BBC Coburg (Meister der 1. Regionalliga Süd-Ost) sowie der KIT SC Karlsruhe[3] (Vizemeister der 1. Regionalliga Süd-West; Titelgewinner Schwenningen war die Teilnahmeberechtigung verweigert worden.)[4]
- Die Licher BasketBären zogen sich nach dem Ende der Saison 2016/17 aus dem Spielbetrieb zurück, die Lizenz wurde an die Gießen 46ers Rackelos (Nachwuchsfördermannschaft des Erstligisten Gießen 46ers) übertragen.[5]
- Der BG Karlsruhe wurde die Lizenz verweigert, der RSV Eintracht als sportlicher Absteiger aus der Nordstaffel erhielt den dadurch freigewordenen Startplatz. Da der RSV Eintracht der Nordstaffel zugeordnet wurde, wurden die Iserlohn Kangaroos anders als in ersten Entwürfen in der Südstaffel platziert.[6]
- Die Scanplus Baskets Elchingen und die Rostock Seawolves erreichten das Finale: Im Hinspiel gewann Rostock mit 94:93, Elchingen gewann das Rückspiel in eigener Halle mit 85:67 und stand somit als Meister fest.[7]
- Schon Anfang April 2018 hatten die Elchinger bekannt gegeben, keinen Lizenzantrag für die 2. Bundesliga ProA eingereicht zu haben.[8]

## Hauptrunde

### Platzierungen nach der Hauptrunde
|  | = Plätze, die zur Teilnahme an der Meisterrunde berechtigen  |
|  | = Plätze, die zur Teilnahme an der Abstiegsrunde berechtigen |

| Nord | Nord                        | Nord  | Nord          | Nord         | Nord       | Süd                        | Süd   | Süd           | Süd          | Süd        |
| #    | Team                        | Siege | Nieder- lagen | Sieg- punkte | Korbpunkte | Team                       | Siege | Nieder- lagen | Sieg- punkte | Korbpunkte |
| 1    | Artland Dragons Quakenbrück | 16    | 6             | 32           | 1753:1643  | ScanPlus Baskets Elchingen | 18    | 4             | 36           | 1911:1613  |
| 2    | FC Schalke 04               | 16    | 6             | 32           | 1718:1625  | Gießen 46ers Rackelos (NG) | 16    | 6             | 32           | 1799:1646  |
| 3    | Rostock Seawolves           | 14    | 8             | 28           | 1752:1611  | Dragons Rhöndorf           | 15    | 7             | 30           | 1761:1689  |
| 4    | VfL Bochum                  | 13    | 9             | 26           | 1750:1700  | Iserlohn Kangaroos         | 15    | 7             | 30           | 1717:1670  |
| 5    | SSV Lokomotive Bernau       | 13    | 9             | 26           | 1764:1699  | Skyliners Frankfurt II     | 13    | 9             | 26           | 1659:1661  |
| 6    | MTV Herzöge Wolfenbüttel    | 13    | 9             | 26           | 1765:1715  | EN Baskets Schwelm (N)     | 11    | 11            | 22           | 1695:1768  |
| 7    | BAWE Oldenburg/OTB          | 10    | 12            | 20           | 1646:1633  | Dresden Titans (A)         | 10    | 12            | 20           | 1643:1671  |
| 8    | Itzehoe Eagles              | 9     | 13            | 18           | 1818:1853  | Bayer Leverkusen           | 10    | 12            | 20           | 1726:1775  |
| 9    | SC Rist Wedel               | 9     | 13            | 18           | 1656:1715  | FC Bayern München II       | 8     | 14            | 16           | 1594:1619  |
| 10   | ETB Essen (A)               | 8     | 14            | 16           | 1633:1772  | TG Würzburg                | 6     | 16            | 12           | 1552:1662  |
| 11   | RSV Eintracht               | 6     | 16            | 12           | 1643:1821  | BBC Coburg (N)             | 6     | 16            | 12           | 1706:1770  |
| 12   | Cuxhaven Baskets (N)        | 5     | 17            | 10           | 1648:1759  | KIT SC Karlsruhe (N)       | 4     | 18            | 8            | 1526:1745  |

(A) = ProA-Absteiger / (N) = Neuling und Aufsteiger aus den Regionalligen / (NG) = Neugründung 

### Statistik-Bestleistungen
- Es sind nur Werte aus Hinrundenspielen berücksichtigt

#### Mannschaften
| Kategorie | Norden           | Norden          | Süden              | Süden               |
| Kategorie | Bestwert         | Schlechtester   | Bestwert           | Schlechtester       |
| Defensive | Rostock (⌀ 73,2) | Itzehoe(⌀ 84,2) | Elchingen (⌀ 73,3) | Leverkusen (⌀ 80,7) |
| Offensive | Itzehoe (⌀ 82,6) | Essen (⌀ 74,2)  | Elchingen (⌀ 86,7) | Karlsruhe (⌀ 69,4)  |

### Play-offs
|  | Achtelfinale | Achtelfinale | Achtelfinale | Achtelfinale | Achtelfinale |  |  | Viertelfinale | Viertelfinale | Viertelfinale | Viertelfinale | Viertelfinale |  |    | Halbfinale | Halbfinale | Halbfinale | Halbfinale | Halbfinale |  |  | Finale | Finale | Finale | Finale | Finale |
|  |              |              |              |              |              |  |  |               |               |               |               |               |  |    |            |            |            |            |            |  |  |        |        |        |        |        |
|  | N1           | Artland      | 95           | 70           | 90           |  |  |               |               |               |               |               |  |    |            |            |            |            |            |  |  |        |        |        |        |        |
|  | S8           | Leverkusen   | 71           | 84           | 75           |  |  | N1            | Artland       | 83            | 78            |               |  |    |            |            |            |            |            |  |  |        |        |        |        |        |
|  | S4           | Iserlohn     | 90           | 78           |              |  |  | S4            | Iserlohn      | 90            | 79            |               |  |    |            |            |            |            |            |  |  |        |        |        |        |        |
|  | N5           | Bernau       | 72           | 76           |              |  |  |               |               |               |               |               |  | N3 | Rostock    | 81         | 94         |            |            |  |  |        |        |        |        |        |
|  | N3           | Rostock      | 93           | 68           |              |  |  |               |               |               |               |               |  | S4 | Iserlohn   | 66         | 87         |            |            |  |  |        |        |        |        |        |
|  | S6           | Schwelm      | 68           | 62           |              |  |  | S2            | Gießen        | 86            | 69            | 89            |  |    |            |            |            |            |            |  |  |        |        |        |        |        |
|  | S2           | Gießen       | 90           | 78           |              |  |  | N3            | Rostock       | 93            | 68            | 93            |  |    |            |            |            |            |            |  |  |        |        |        |        |        |
|  | N7           | Oldenburg    | 84           | 71           |              |  |  |               |               |               |               |               |  | N3 | Rostock    | 94         | 67         |            |            |  |  |        |        |        |        |        |
|  | S3           | Rhöndorf     | 76           | 91           |              |  |  |               |               |               |               |               |  | S1 | Elchingen  | 93         | 85         |            |            |  |  |        |        |        |        |        |
|  | N6           | Wolfenbüttel | 83           | 103          |              |  |  | N2            | Schalke       | 71            | 64            | 81            |  |    |            |            |            |            |            |  |  |        |        |        |        |        |
|  | N2           | Schalke      | 75           | 73           |              |  |  | N6            | Wolfenbüttel  | 69            | 85            | 69            |  |    |            |            |            |            |            |  |  |        |        |        |        |        |
|  | S7           | Dresden      | 67           | 70           |              |  |  |               |               |               |               |               |  | S1 | Elchingen  | 90         | 65         | 78         |            |  |  |        |        |        |        |        |
|  | N4           | Bochum       | 83           | 78           | 82           |  |  |               |               |               |               |               |  | N2 | Schalke    | 54         | 73         | 67         |            |  |  |        |        |        |        |        |
|  | S5           | Frankfurt    | 87           | 70           | 60           |  |  | S1            | Elchingen     | 88            | 63            | 82            |  |    |            |            |            |            |            |  |  |        |        |        |        |        |
|  | S1           | Elchingen    | 99           | 100          |              |  |  | N4            | Bochum        | 68            | 79            | 72            |  |    |            |            |            |            |            |  |  |        |        |        |        |        |
|  | N8           | Itzehoe      | 64           | 73           |              |  |  |               |               |               |               |               |  |    |            |            |            |            |            |  |  |        |        |        |        |        |

### Relegationsrunden
|  | = Abstieg |

| Norden | Norden                   | Norden | Norden        | Norden | Norden     | Süden                | Süden | Süden         | Süden  | Süden      |
| #      | Team                     | Siege  | Nieder- lagen | Punkte | Korbpunkte | Team                 | Siege | Nieder- lagen | Punkte | Korbpunkte |
| 1      | ETB Wohnbau Baskets      | 10     | 16            | 20     | 1965:2128  | Bayern München II    | 9     | 17            | 18     | 1880:1919  |
| 2      | SC Rist Wedel            | 10     | 16            | 20     | 1950:2025  | TG S.Oliver Würzburg | 9     | 17            | 16     | 1881:1954  |
| 3      | RSV Eintracht Stahnsdorf | 9      | 17            | 18     | 1958:2119  | BBC Coburg           | 8     | 18            | 16     | 2009:2081  |
| 4      | Cuxhaven Baskets         | 7      | 19            | 14     | 2000:2088  | KIT SC Gequos        | 6     | 20            | 12     | 1808:2042  |

## Ehrungen

### Spieler des Monats
- Oktober: Courtney Belger (SG, , FC Schalke 04 Basketball)
- November: Kameron Taylor (SG, , Dragons Rhöndorf)
- Dezember: Kameron Taylor (SG, , Dragons Rhöndorf)
- Januar: Kameron Taylor (SG, , Dragons Rhöndorf)
- Februar: Kameron Taylor (SG, , Dragons Rhöndorf)
- März: Donte Nicholas (PF, , Iserlohn Kangaroos)
- April: Brandon Lockhart (PG, , Rostock Seawolfes)

### Youngster des Monats
- Oktober: Marcel Keßen (PF, , BAWE OTB)
- November: Robert Drijenčić (PG, , BAWE OTB)
- Dezember: Karim Jallow (SG, /, FC Bayern Basketball II)
- Januar: Robert Drijenčić (PG, , BAWE OTB)
- Februar: Dejan Kovačević (PF/SF, , TG s.Oliver Würzburg)
- März: Alexander Angerer (PF, , VfL Bochum)
- April: Denis Teucher (PF, , Rostock Seawolves)

### Auszeichnungen
Die Gewinner der Auszeichnungen für die gesamte Spielzeit wurden am 7. Juni 2018 bekannt gegeben.
- Spieler des Jahres: Kameron Taylor (SG, , Dragons Rhöndorf)
- Youngster des Jahres: Karim Jallow (SG, , FC Bayern Basketball II)
- Trainer des Jahres: Dario Jerkić (, ScanPlus Baskets Elchingen)